# Urs Berger

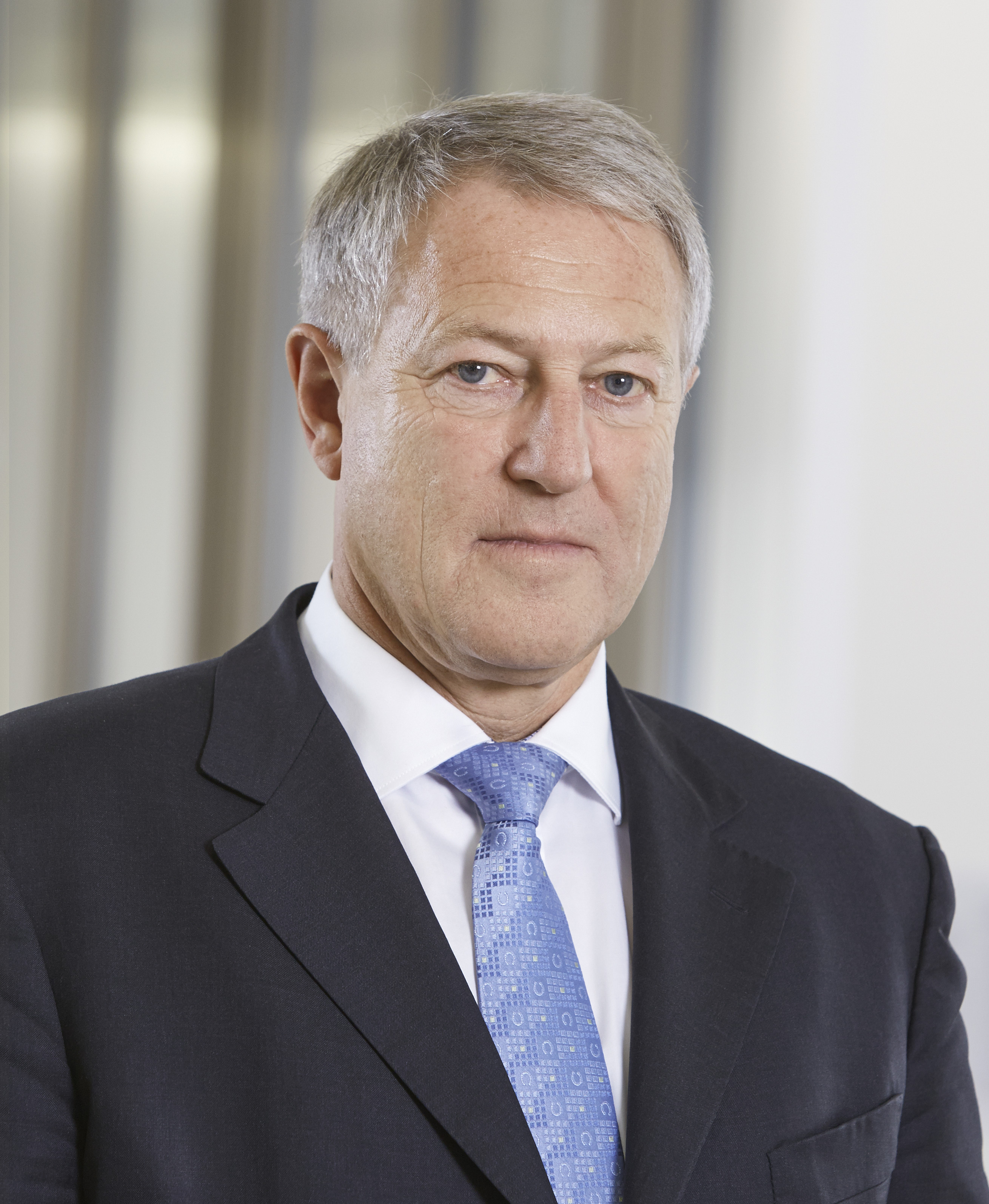
Urs Berger (2014)

Urs Berger (* 28. April 1951 in Winterthur) ist ein Schweizer Versicherungsmanager und ehemaliger Handballspieler. Er war von 2011 bis 2023 Verwaltungsratspräsident der Schweizerischen Mobiliar Genossenschaft und der Schweizerischen Mobiliar Holding AG.

## Leben
Urs Berger studierte an der Hochschule St. Gallen Ökonomie. Von 1981 bis 1993 arbeitete er für die Zurich Versicherung, danach für die Basler Versicherung. Dort wurde er 1999 Vorsitzender der Geschäftsleitung Schweiz sowie Mitglied der Konzernleitung. 2003 trat er als CEO in die Mobiliar ein. 2011 gab er die operative Gesamtverantwortung an Markus Hongler ab und war anschliessend Verwaltungsratspräsident der Mobiliar. 2023 trat er zurück und wurde zum Ehrenpräsidenten der Mobiliar ernannt. Nachfolger als Präsident wurde Stefan Mäder.
Er ist (Stand Mai 2023) Bankrat der Basler Kantonalbank, Verwaltungsrat der Ringier AG, Verwaltungsrat der Ammann Group Holding AG, Verwaltungsrat und Mitinhaber der SensoPro AG, Stiftungsratspräsident des Entschädigungsfonds für Asbestopfer sowie Präsident der Swiss Entrepreneurs Foundation.
Berger präsidierte von 2011 bis 2017 den Schweizerischen Versicherungsverband und gehörte dem Vorstandsausschuss des Wirtschaftsdachverbandes Economiesuisse an. Von 2015 bis 2019 war er Verwaltungsratspräsident der Loeb Holding AG. Er war Mitglied des Supervisory Boards Eureko B.V., Mitglied der Expertengruppe des Bundesrates «Weiterentwicklung Finanzmarktstrategie», Verwaltungsrat der BernExpo Holding AG sowie Verwaltungsratspräsident der Emch+Berger AG. Auch präsidierte er während mehrerer Jahre die Volkswirtschaftliche Gesellschaft des Kantons Bern.

## Privates
Berger spielte während 13 Jahren als Kreisläufer Handball in der Nationalliga A, unter anderem für den TSV St. Otmar St. Gallen und für Yellow Winterthur. Er ist verheiratet, hat drei Kinder und wohnt in Therwil (BL).